# 상주읍성
상주읍성은 대한민국 경상북도 상주시에 위치한 성이다.
고려 우왕 7년인 1381년에 축성되기 시작해 1385년에 완공됐다고 한다. 축성에 관하여 '1380년 왜구가 침입하여 상주에 7일간 머물며 관아와 민가를 불태웠으므로 다음 해 성을 쌓았다'는 기록이 있다. 왜구의 침입에 대비하기 위한 것이었으나 대규모 정규 군사시설이라기보다는 행정적 기능과 군사 방어적 기능을 함께 가졌던 것으로 여겨진다. 석성이었고 둘레는 1㎞가 넘었다. 성 안에 군창이 있었고 연못이 2개, 샘이 21개인데 겨울과 여름에도 마르지 않았다고 한다.